# 请讨大食表
请讨大食表指收藏在《册府元龟》卷999、卷977和《全唐文·卷999》的六份上表于唐廷的奏章，分别由康（719年）、安（719年）、俱密（719年）、吐火罗（727年）、石（741年）和曹（745年）诸国胡王所撰的表文。大食即倭马亚王朝，其国在705年起便开始对中亚进行永久性占领，由于在征服和统治过程中的一些过激行为，这些葱岭之外的附属诸国胡王就对当时的上国唐朝上表奏章，请它同心对抗倭马亚王朝。
到此为止，除了公元661年薩珊王朝沙赫裔卑路斯三世那一次向唐朝求援外，直到719年以前都没有见到有任何中亚国家向唐朝发出请求；中亚各国兴起向唐朝求援，那是715年张孝嵩攻拔汗那之后的事。

## 粟特请讨大食表（719年）
|                                                        | 臣乌勒伽言：臣是从天主普天皇帝下百万里马蹄下草土类奴。臣种族及诸胡国，旧来赤心向大国，不曾反叛，亦不侵损大国，为大国行裨益事。从三十五年来（683年），每共大食贼斗战，每年大发兵马，不蒙天恩送兵救助，经今六年（712年），被大食元率将异密屈底波领众军兵来此，共臣等斗战，臣等大破贼徒。臣等兵士，亦大死损。为大食兵马极多，臣等力不敌也。臣入城自固，乃被大食围城，以三百抛车傍城三穿大坑，欲破臣等城国。伏乞天恩知委，送多少汉兵来此，救助臣苦难。其大食只合一百年强盛，今年合满，如有汉兵来此，臣等必是破得大食。今谨献好马一、波斯骆驼一、马娄二。如天恩兹泽，将赐臣物，请付臣下使人将来，冀无侵夺。 |
| ——《请发兵救援表》（719年），康国王（撒马尔罕）·乌勒伽 | |

|                                                                  | 臣曾祖父叔兄弟等，旧来赤心向大国。今大食来侵，吐火罗及安国、石国、拔汗那国并属大食。臣国内库藏珍宝，及部落百姓物，并被大食征税将去。伏望天恩处分大食，令免臣国征税，臣等即得久长守把大国西门。伏乞照临，臣之愿也。 |
| ——《请处分大食国表》（719年2月9日），俱蜜王·（塔吉克斯坦）那罗延 | |

|                                                         | 臣臣笃萨波提言：臣是从天主领普天贤圣皇帝下百万里草土类奴，在远叉手，胡跪礼拜。天恩威相，如拜诸天。自有安国已来，臣种族相继作王不绝，并军兵等并赤心奉国。从此年来，被大食贼每年侵扰，国土不宁。伏乞天恩慈泽，救臣苦难，仍请敕下突厥施，令救臣等，臣即统领本国兵马，计会翻破大食。伏乞天恩，依臣所请。今奉献波斯马娄二、拂菻绣氍毹一、郁金香三十斤、生石蜜一百斤。臣今借紫讫，伏乞天恩赐一员三品官。又臣妻可敦奉进柘必大氍毹二、绣氍毹一，上皇后。如蒙天恩慈泽，请赐臣鞍辔器仗袍带，及赐臣妻可敦衣裳妆粉。 |
| ——《论事表》（719年2月11日），安国王（布哈拉）·笃萨波提 | |

### 微不足道的奴隶
《论事表》请援表文是安国王笃萨波提发出的，他本人于727年被倭马亚王朝征服者处死。表文迫切希望借助唐朝的影响力，组织一支突骑施、安国联军，共同抗击倭马亚王朝的进攻。表文中提到的“百万里马蹄下草土类奴”，尤如下表康国王乌勒伽《请发兵救援表》中的“百万里草土类奴”一样，是粟特语的卑称。穆格山（片治肯特城东60余公里处）A14号文书2-3行CRYCPW my kβntk，可供参考。唐代汉语译文者所谓的“百万里草土类奴”，按粟特文原意即“微不足道的奴隶”。

### 《请发兵救援表》
对于康国王乌勒伽这份《请发兵救援表》所回顾的粟特胡国抵抗倭马亚进攻的战斗历程，可参照阿拉伯文献及出土文物，略加了解：
- 第一，表文提到的“从三十五年来”一语，指的是倭马亚呼罗珊总督赛亚德（Sa'id ibn Uthman）入侵安国（布哈拉）的683年战役。据阿拉伯史学家纳尔沙希（英语：Narshakhi）（卒于959年）所撰《布哈拉史》记载，当时，安国可敦为挽救危亡，不惜以许身为妻来换取康国王突昏的援兵。从此，战火便由河中西部燃烧到河中东部。[3]
- 第二，表文提到的“异密屈底波”（屈底波，卒于715年），是倭马亚王朝征服中亚的著名统帅。表文所谓“今六年”，指的是距修表六年前卽公元712年康国都城陷落一事，但康国王乌勒伽对自己向屈底波投降，却隐约其辞。按屈底波迫签的和约条欵，在1936年发现於安那托利亞的一份波斯文献中有明确记载。其中规定康国应支付2,000,000万银币和3,000名奴隶的身价，每名折算200银币，并在政治上接受屈底波庇护。康国王乌勒伽不甘屈辱，旋卽率众出走曹国。他在流亡期间上贡表借“汉兵”，正是整个复国运动的组成部分。[3]
- 第三，表文提到的倭马亚王朝围城所用的“三百抛车”，可从中亚片治肯特城址（撒马尔罕东60公里处）出土的壁画残件中可得其详。此件发现於1970年，上绘“抛车”即将发射的情景。东身的主要部件清晰可辨，计有支撑架、弹射杆和五条牵引绳，由五名射手拉引。从结构看，这是一种中国式的人力抛石机，[3]一般认为是从北周至隋唐时期开始西传，最早为阿拉伯人所使用，其后传至欧洲，开始发展为重力抛石机，即大破南宋襄阳的所谓“回回砲”，阿拉伯文献译作法兰克砲。[4]在破城之后，南宋也试图仿制这种先进技术。[5]至於五名射手的族属，按其服装和容貌，既非汉人，也不是阿拉伯人或粟特人，可能是归附倭马亚王朝的西亚土著居民。[3]
- 第四，表文所谓“大食只合一百年强盛，今年合满”，大概是从回历纪元希吉来起算，至上表时的719年已96年，自可按整数作“百年”计。由此可以推测，在8世纪上半叶粟特九姓胡的反征服运动中，曾经流传过一种“大食百年数终”的谶语，用以寄托复国的希望。这项政治预言，很可能是由善於“取火咒诅”的祆主（波斯拜火教祭司）散佈的。[3]

通过对乌勒伽719年上表的剖析，可知在8世纪上半叶，倭马亚王朝逐步确立了对中亚两河流域的统治：706年—709年征服安国（布哈拉），710年—712年征服火寻（花拉子模）和康国（撒马尔罕），至751年怛罗斯之战后，石国（塔什干）也丧失了主权。这场席捲粟特城邦的穆斯林圣战浪潮，从西面推动粟特胡商蕃使走上贡道，欵附唐朝。

## 突厥请讨大食表（727年、741年、745年）
|                                                                    | 奴身罪逆不孝，慈父身被大食统押。应彻天聪，颂奉天可汗进旨云：「大食欺侵，我即与你气力。」奴身今被大食重税，欺苦实深。若不得天可汗救活，奴身自活不得，国土必遭破散，求防守天可汗西门不得。伏望天可汗慈悯，与奴身多少气力，使得活路。又承天可汗处分突厥施可汗云：「西头事委你，即须发兵除却大食。」其事若实，望天可汗却垂处分奴身，缘大食税急，不求得好物奉进，望天可汗照之。所欲驱遣奴身，及须已西方物，并请处分奴身，一一头戴，不敢怠慢。 |
| ——《请助讨大食表》（727年），吐火罗叶护（阿富汗东部）·阿史那支汗那 | |

|                                                            | 奴身千代已来，忠赤于国，只如突厥骑施可忠赤之日，部落安贴，后背天可汗，脚底火起。今突厥属天可汗，在于西头为患，唯有大食，莫逾突厥。伏乞天恩不弃突厥部落，打破大食，诸国自然安贴。 |
| ——《请讨大食表》（741年），石国吐屯（塔什干）·伊捺吐屯屈勒 | |

|                                                      | 自臣祖宗以来向天可汗忠赤，尝受征发，望乞慈恩，将奴国土同为唐国小州，所须驱遣，奴身一心忠赤，为国征讨。 |
| ——《请内属表》（745年），曹国王（伊什特汗）·哥逻仆罗 | |

在倭马亚王朝威胁面前，石国也像安国一样，主张联合突骑施。对8世纪的葱外诸胡来说，这似乎是争取“诸国自然安贴”的唯一策略。曹国王哥逻仆罗此时上表请为唐国小州，是希望从倭马亚王朝威胁下挣脱出来，所谓“为国征讨”，实际是一种反征服的愿望。

### 族属
突厥统治下的吐火罗地区，各国国王和军队的主要成份多為突厥人，当地居民则仍然有许多是悒怛人。吐火罗叶护姓阿史那，本为突厥人，西突厥南面小可汗乃统叶护之子呾度设，其后裔世君于此，并承袭该国传统，称王为叶护，故知名号唤吐火罗王者皆出突厥汗族血统，如阿史那乌湿波、阿史那都泥利、阿史那支汗那、阿史那骨吐禄顿达度、阿史那失里忙伽罗。石国一直由突厥人所控制，正、副王均由突厥人担当。正王号称特勤（即突厥官号），副王为吐屯（也是突厥官号）。这里提到的石国吐屯就是西突厥委任监统石国的吐屯。突厥对粟特诸国的监摄，除了遗吐屯一人监统，还有就是直接统治，以突厥特勤为石国王，故直到天宝时期，石国王仍以特勤为号。这些诸国胡王在习惯上也选择称唐朝皇帝为天可汗。

## 结语
公元673年倭马亚王朝开始出征河中等地，但是主要是掠夺性的袭击，而没有永久占领中亚的打算，每年都要返回呼罗珊过冬，併不在河中停驻。只是在705年屈底波任呼罗珊总督之后，才开始策划占据河中等地。初期时葱外诸国始终保持著不同程度的独立，只要交通顺畅，就可以遣使唐朝。上述上表可知葱外诸国把卫国和复国的希望寄托在唐朝身上。无论联突骑施，还是借汉兵，都必须得到唐朝皇帝的首肯，但都被唐庭拒绝了。
对于中亚诸国（指河中，包括阿富汗）的上表为何被拒有不同解释；王小甫认为，如同在汉文史料里看到中亚各国纷纷向唐朝求救一样，在阿拉伯文史料里看到中亚各国经常是向苏禄可汗求救，苏禄可汗自己也没有抵抗侵略的意识，为自身利益不惜将祸水引向河中地。不过中亚各国向突骑施求援总是很及时；而向唐朝求援时却已无征战或战争已过去了好多年，如人们常引的最早719年康国王遣使的《请发兵救援表》，就明说战争已经过去六年了。他认为中亚各国向唐朝请求援救，显系当地王公的一厢情愿，其所告诉内容，未必都是实情；考虑到当时的中亚诸国中也不乏与倭马亚王朝友好合作的例子，中亚各国向唐朝遣使告诉，主要不是由于侵略战争而是由于与新宗主发生了矛盾；这就是宗教税（Kharaj）。中亚各国向唐朝的请求，反映的并不仅仅是经济负担问题，还包括新宗教与传统文化的冲突问题。倭马亚王朝统治时期中亚各国向唐朝请求、遣使时间正是倭马亚王朝在中亚积极推行伊斯兰教的时期。
马小鹤认为，对唐朝方面来说，併无意於出兵援助河外诸国与倭马亚王朝决战，唐朝主要关心的是吐蕃和突厥，因為他们的称霸会直接威胁安西四镇的安危。戴小江认为，倭马亚王朝在占领区强行推行伊斯兰化，征收苛重的人头税、贡金，比较唐朝的统治政策，中亚各国更愿意接受唐朝的支配。屈底波死后，中亚各国纷纷上表，请求唐支援。当时唐朝的军队忙于支援小勃律抗击吐蕃军队的入侵，抽不出军队西征，因此命令苏禄可汗去支援。在以后的十多年里，苏禄可汗一直执行着唐朝命令抗击倭马亚王朝的任务。赵永伦认为，当时吐蕃仍然是唐朝的重大威胁，唐朝与吐蕃之间的边境紧张局势依然如故。唐朝为保障边界的安全，不能采取大胆举措来确保对这些中亚国家的军援。另一方面，唐朝改善与突骑施的关系，采取以突骑施人抵御倭马亚王朝的战略措施。许序雅认为，唐朝当时在西域的主要敌人是吐蕃，经营的重点是葱岭南部地区，无力插足河外争端。734年以前，唐朝力图在中亚地区建立以突骑施为核心的抵御倭马亚王朝东侵的防御体系。考虑到安国的《论事表》请援在719年2月11日，唐朝册封苏禄可汗在10月，很可能唐朝册封苏禄时就委以“西头事”，让突骑施抵挡倭马亚王朝的东扩，否则安国、吐火罗不会请求唐朝下令突骑施出兵。王小甫不赞同这种观点，他认为《请助讨大食表》前一句显然是突骑施假传圣旨、狐假虎威之词，而当事人吐火罗叶护自身并不知道详情，如果知道就不必问“其事若实”这一句了。他指出迄今为止人们津津乐道的所谓唐朝支持突骑施在中亚同倭马亚王朝对抗，不过是误解突骑施在中亚同倭马亚王朝对抗史料而产生的错觉。恰恰相反，唐朝与倭马亚王朝计会连兵共破突骑施苏禄可汗倒是事实。

## 註解
1. 1 2 3  王小甫，唐、吐蕃、大食政治关系史 p.99, 144, 178，北京大学出版社，1992年。
2. 1 2 3 4  蔡鴻生，唐代九姓胡与突劂文化 p.6, 53-8，中华书局，1998年，ISBN7-101-01850-5。
3. 1 2 3 4 5 6 7  蔡鴻生，唐代九姓胡貢品分析，文史第31輯，1988年。
4. ↑  Chevedden, Paul E.; et al. (July 1995). "The Trebuchet". Scientific American: 66–71.  (PDF).   [2013-06-23]. （原始内容 (PDF)存档于2011-09-08）.. Original version.
5. ↑  张剑兵，中国古代抛石机研究，郑州大学，2007年。
6. ↑  杨富学，突厥佛教杂考，中华佛学学报第16期，2003年。
7. 1 2  薛宗正，突厥史 p.328-34，中国社会科学出版社，1992年
8. ↑  许序雅，新唐书石国传疏证，新疆社会科学院西域研究，1999年4期。
9. 1 2  马小鹤，唐代波斯国大酋長阿羅憾墓志考，中外关系史新史料与新问题，科学出版社，2004年。
10. ↑  戴小江，阿拉伯人对中亚的征服以及与中国的冲突，重庆三峡学院学报，2005年第6期第21卷。
11. ↑  赵永伦 ，倭玛亚王朝与唐朝争夺中亚的战争，贵州社会科学，2011年07期。
12. ↑  许序雅，唐朝在中亚建立的防御体系述论，浙江师范大学学报社会科学版，2003年第6期。
13. ↑  王小甫，疑义相与析——答薛宗正先生，北大史学1999年第6辑。